# Сергий Нуромский
Сергий Нуромский (Вологодский, Обнорский, середина XIV в. — 1412) — русский святой, чудотворец, монах, ученик Сергия Радонежского. Грек по происхождению. Память 7 октября (по юлианскому календарю), в соборах Афонских святых и Радонежских преподобных. Основатель Спасо-Нуромского монастыря.

## Биография

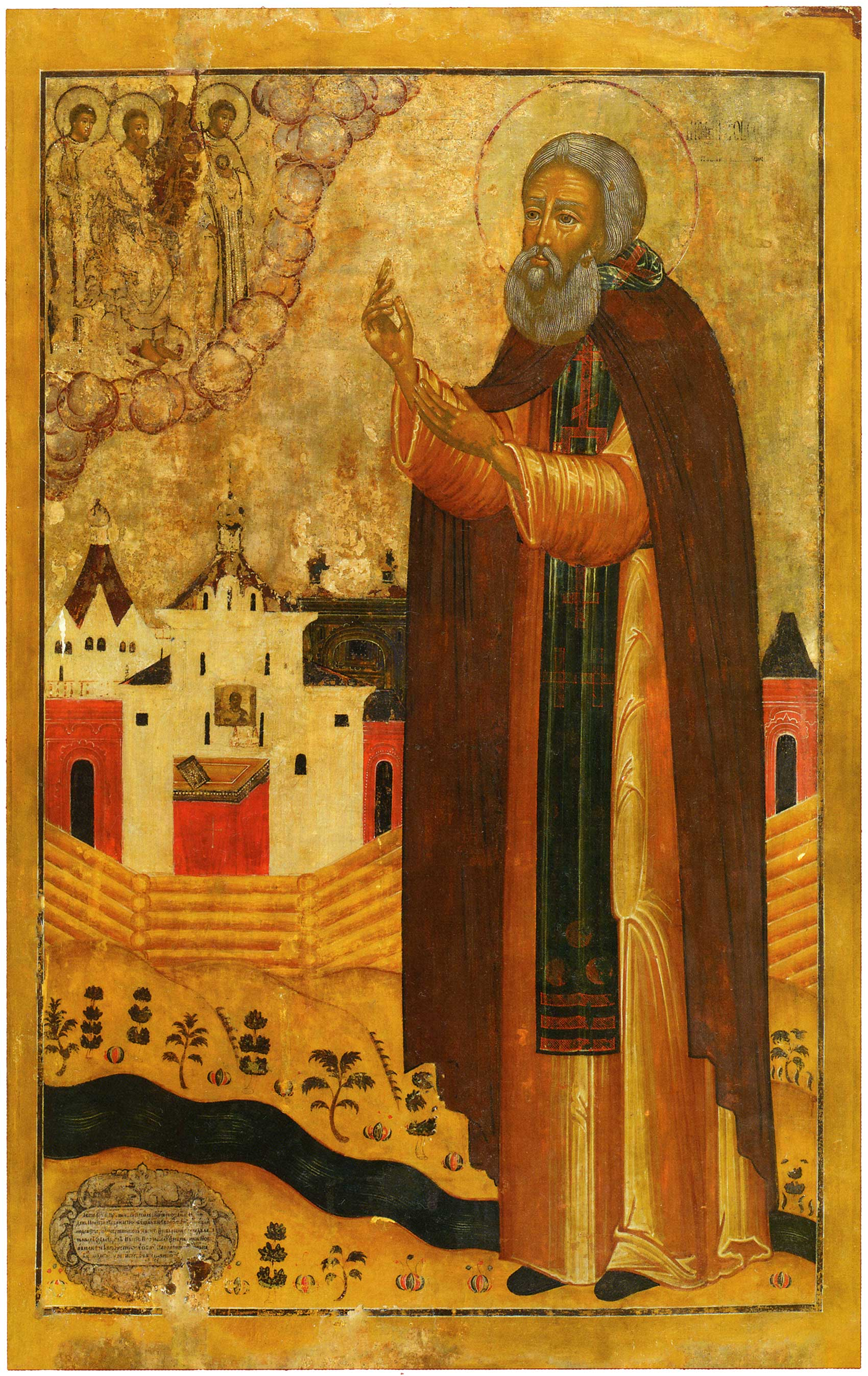
Сергий Нуромский с обителью, кисти братьев Холуевых, 1691 г.

Сергий принял монашеский постриг на Афоне. Во второй половине XIV века переехал на Русь, в обитель Сергия Радонежского, чтобы под его началом продолжить монашескую жизнь. Здесь он остался на несколько лет, находясь в послушании у игумена Троицкого монастыря. Затем Сергий пожелал удалиться в пустынное место, чтобы проводить больше времени в молитвах и духовном самосовершенствовании. Изложив просьбу настоятелю, Сергий получил благословение и удалился в вологодские леса, на реку Нурму, где заложил часовню. Несколько раз на святого, жившего в уединении, нападали разбойники, но всякий раз Сергию удавалось сохранить свою жизнь. Позднее к святому собралось около 40 человек, чтобы вести отшельническую жизнь. Вместе они воздвигли храм Происхождения Честных Древ Животворящего Креста Господня и несколько келий. Недалеко от монастыря вёл отшельническую жизнь святой Павел Обнорский, который часто беседовал с Сергием, приходил в его монастырь за советом. Через несколько лет после кончины святого Сергия были обретены его мощи. Церковное почитание Сергия Нуромского началось с 1546 года. Было описано около 80 чудес, совершённых святым.

## Спасо-Нуромский монастырь
Спасо-Нуромский монастырь был основан в 1387 году. Строения монастыря, в том числе две церкви: Происхождения Честных древ Животворящего Креста и Рождества Христова, были полностью деревянными. Спасо-Нуромский монастырь в XV—XVII веках вёл активную хозяйственную деятельность. Монастырь считался вторым в епархии после соборных монастырей. В 1714 году за монастырём числились 14 сёл. К моменту закрытия в 1764 году имел 380 крестьян. После закрытия превращён в приходскую церковь. К 1890 году церковь имела два этажа, четыре престола, в ней были чтимые иконы XVII века.
В 1933 году церковь была закрыта властями. В настоящее время ведутся реставрационные работы.